# Taglio raso
In selvicoltura il taglio raso è il taglio di tutti gli alberi presenti in una certa area di bosco (tagliata).

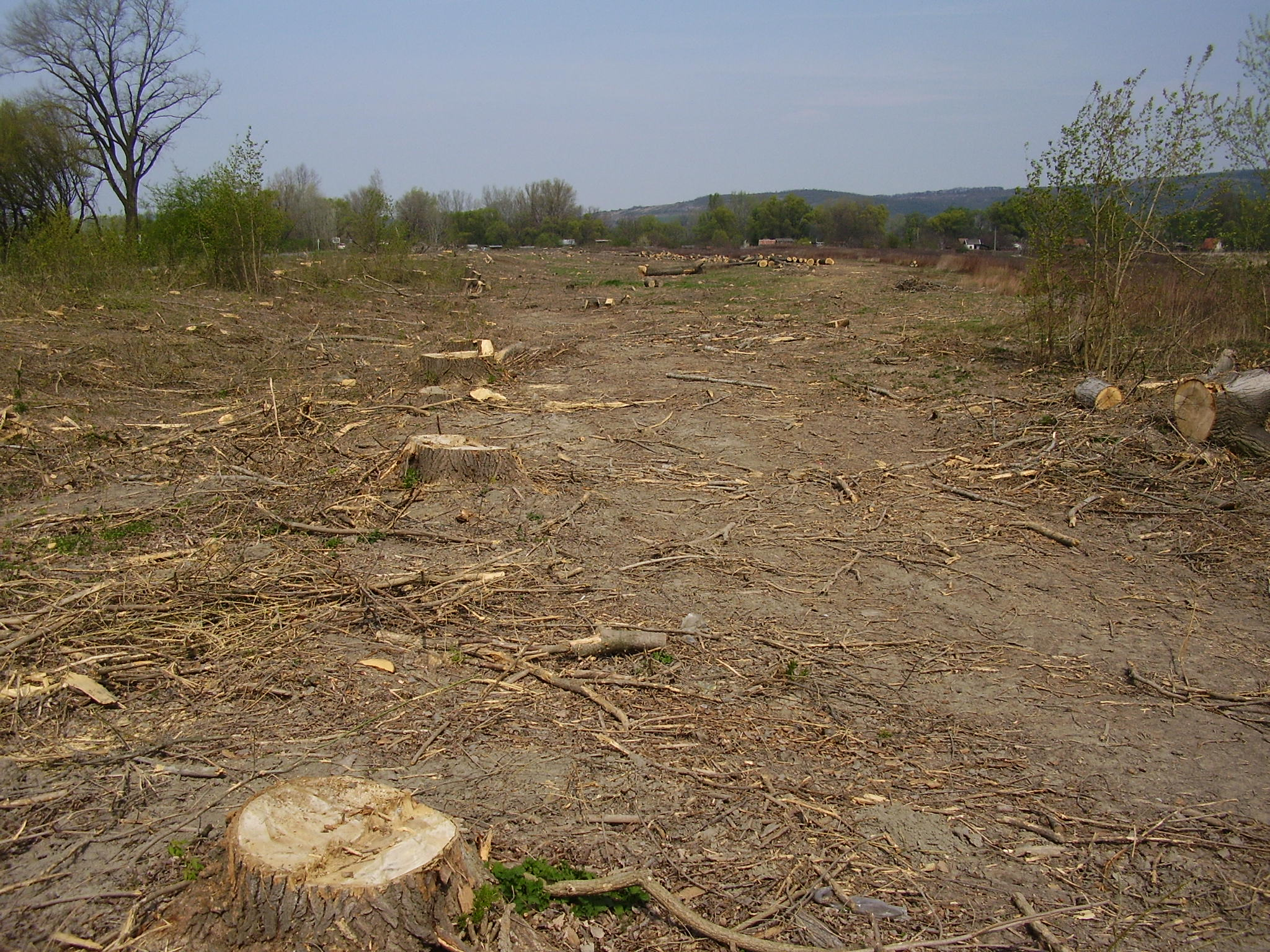
Taglio raso su una piccola superficie

## Uso in selvicoltura
Viene di solito effettuato sia su fustaie coetanee di impianto artificiale sia nei cedui coetanei. Di solito è immediatamente seguito dalla rinnovazione artificiale negli impianti artificiali. La rinnovazione naturale è possibile solo per specie arboree con buona capacità di disseminazione anemocora, come molte conifere, e per tagliate di piccole dimensioni.
L'estensione media della tagliata per fustaie a rinnovazione artificiale di conifere montane è di circa 2,5 ettari. Oggi in Italia questo trattamento è vietato dalle prescrizioni di massima, tranne per problemi fitosanitari e arboricoltura.
Allo scadere del turno si esegue un taglio di tutti gli alberi maturi presenti, dalla forma e dall'estensione della tagliata si definiscono i vari tipi di taglio raso.
La rinnovazione può essere affidata ai semi forniti dagli alberi vicini, ai semi forniti dagli alberi maturi prima dell'abbattimento (rinnovazione anticipata) o al rilascio di piante portasemi o matricine, caso in cui si parla di taglio raso con riserve.

## Impatto
L'asportazione del soprassuolo su vaste aree (spesso con confini geometrici rispecchianti le particelle catastali) può avere un forte impatto sul paesaggio, oltre che etico.
Si possono verificare condizioni di pionierismo su suolo maturo (sviluppo di infestanti), degradazione della sostanza organica o humus che viene fortemente mineralizzato e subito dilavato.
Sono possibili danni da vento su piante da sempre abituate ad essere protette dalle vicine e che si trovano isolate all'improvviso, più frequenti nel taglio con riserve o nelle particelle accanto alla tagliata.
Se effettuato in terreni acclivi può mettere in pericolo la stabilità dei
Versanti.
Inoltre, l'impatto ambientale di questo tipo di trattamento boschivo è notevole dato che priva tutti gli animali di una vasta area di ogni possibile rifugio o luogo di nidificazione.